# Pleistoanax
Pleistoanax (grekiska: Πλειστοάναξ) var en spartansk kung av den Agiadiska dynastin. Pleistoanax regerade i två perioder (458–445 samt 426–408 f.Kr.) av vilka den senare sammanföll med det peloponnesiska kriget (431–404 f.Kr.). Han var son till regenten och generalen Pausanias vilken för en tid fallit i onåd i Sparta, anklagad för att ha konspirerat med den persiske kungen Xerxes I, senare återupprättats, men självmant lämnat staden. Under det första peloponnesiska kriget var Pleistoanax en av de framträdande förespråkarna för fred med Aten. Som följd av den fred som också slöts kom han emellertid (enligt samtida källor) i Sparta att anklagas för att ha tagit mutor av Aten. En bidragande orsak var att han tillsammans med de spartanska och peloponnesiska härarna valt att utrymma det ockuperade området på Attika. Denna händelseutvecklings rimlighet är dock ifrågasatt av moderna historiker. En mer sannolik förklaring skall då ha varit att Aten helt enkelt erbjöd rimliga fredsvillkor.
Pleistoanax tvingades i exil och flydde då till Arkadien där han i nitton år levde i fristad på Zeushelgedomen på Lykaion. Under tiden övertog Pleistoanax son, Pausanias, kungavärdigheten i Sparta på den Agiadiska linjen. Det andra peloponnesiska kriget bröt ut år 431 f.Kr. och efter en del otydliga händelser vid oraklet i Delfi återkallades Pleistoanax till Sparta år 426 varmed han också återfick sin kungavärdighet. Under denna senare del av hans tid som kung kom han emellertid att förbli starkt ifrågasatt av sina politiska motståndare i Sparta. För varje nederlag i kriget mot Aten växte kritiken mot honom själv. Detta förhållande ledde Pleistoanax till att ingå en ny fred med Aten år 421 f.Kr., den så kallade Nikiasfreden. 
Pleistoanax dog år 408 f.Kr. och efterträddes då på nytt av sin son Pausanias.

## Antika källor
Diodoros, Bibliothéke historiké, 13, 75; Pausanias, Grekiska resor, 1.13.1, 3.5.1; Plutarchos, Perikles, 22; Plutarchos, Nikias, 28; Plutarchos, Apophthegmata Laconica; Thukydides, Det peloponnesiska kriget, 1.107, 1.114; 2.21, 3. 26, 5.16, 5.19, 5.24, 5.33, 5.75.